# (4640) Hara
(4640) Hara est un astéroïde de la ceinture principale.

## Description
(4640) Hara est un astéroïde de la ceinture principale. Il fut découvert le 1er avril 1989 à Yatsugatake par Yoshio Kushida et Osamu Muramatsu. Il présente une orbite caractérisée par un demi-grand axe de 2,25 UA, une excentricité de 0,11 et une inclinaison de 4,2° par rapport à l'écliptique.

## Compléments